# Mercado Mahane Yehuda
El Mercado Mahane Yehuda (en hebreo: שוק מחנה יהודה) a menudo referido como "El Shuk" (o "Majné", el apodo utilizado por los lugareños) es un mercado (originalmente al aire libre, pero ahora, al menos parcialmente cubierto) en la calle Jaffa de Jerusalén. Es popular entre los lugareños y turistas por igual, con más de 250 vendedores en el mercado que ofrcen frutas y verduras frescas; productos de panadería; pescados, carnes y quesos, frutos secos, semillas y especias, vinos y licores, prendas de vestir y calzado, y artículos para el hogar, textiles, y artículos judíos. En y alrededor del mercado hay locales donde sirven falafel y shawarma, bares de jugos, cafés y restaurantes. El color y el bullicio de los mercados se acentúa por los vendedores que llaman con sus precios a los transeúntes. Los jueves y viernes, el mercado está lleno de compradores abastecerse para Shabat.